# نجيفا راكوتوهاريمالالا
نجيفا راكوتوهاريمالالا (6 أغسطس 1992 في أنتاناناريفو في مدغشقر - ) هو لاعب كرة قدم مدغشقري في مركز الوسط لعب سابقاً مع نادي الجندل السعودي.

## روابط خارجية
- نجيفا راكوتوهاريمالالا على موقع قاعدة بيانات كرة القدم.إي يو (الإنجليزية)
- نجيفا راكوتوهاريمالالا على موقع ناشيونال فوتبول تيمز (الإنجليزية)
- نجيفا راكوتوهاريمالالا على موقع Soccerway.com (الإنجليزية)